# Torsten Eckbrett
Torsten Eckbrett, född den 13 april 1984 i Potsdam, Tyskland, är en tysk kanotist.
Han tog OS-brons i K-4 1000 meter i samband med de olympiska kanottävlingarna 2008 i Peking.